# Steinenbach (Tettnang)
Steinenbach ist ein Dorf, das zu baden-württembergischen Stadt Tettnang im Bodenseekreis gehört.

## Lage
Der Weiler Steinenbach liegt etwa 7½ Kilometer südöstlich der Tettnanger Stadtmitte, auf einer Höhe von 469 m ü. NHN, im Tal der Argen, nordwestlich des ebenfalls zu Tettnang gehörenden Weilers Oberlangnau und südlich des zu Neukirch gehörenden Wildpoltsweiler.

## Verkehr
Steinenbach ist durch die Linien 104 (Tannau-Amtzell-Bodnegg), 246 (Laimnau-Hiltensweiler) und 7546 (Tettnang-Wiesertsweiler) des Bodensee-Oberschwaben Verkehrsverbunds (bodo) in das öffentliche Nahverkehrsnetz eingebunden.
Durch Steinenbach verlaufen mehrere von der Stadt Tettnang ausgeschilderte Wanderwege sowie die erste Etappe des Jubiläumswegs Bodenseekreis. Sie führt vom Kressbronner Bahnhof nach Neukirch.